# Данилов, Андрей Сергеевич
Андре́й Серге́евич Дани́лов (род. 2 января 1974, Качканар, Свердловская область) — российский футболист, полузащитник; тренер.

## Карьера
Начал заниматься футболом в Качканаре. С первого по восьмой класс занимался у тренера Александра Ивановича Кузьмичёва в ДЮСШ. С 9 класса в 15 лет стал обучаться в СДЮШОР «Уралмаш» в Свердловске, тренер — Игорь Вадимович Кузнецов.
В 1991 году дебютировал в первенстве КФК СССР в составе качканарского «Горняка». Первый гол забил 21 июня в домашнем матче против дубля «КАМАЗа». В 1992 году играл за «Горняк» во второй лиге первенства России. С 1993 года — в составе «Уральца» Нижний Тагил. Летом 1996 перешёл в «Уралмаш», за который дебютировал 22 июня в групповом матче Кубка Интертото против ФК «Хибернианс» Паола на Мальте (2:1). В чемпионате высшей лиги России первую игру провёл 10 июля в домашней встрече с московским «Динамо» (1:4). Единственный гол в высшей лиге забил в последнем туре 3 ноября в гостевом матче с «Ротором» (1:2).
В дальнейшем выступал за клубы «Иртыш» Омск (1997—1998), «Лада-Симбирск» Димитровград (1999), «Сокол» Саратов (1999—2001), «Металлург» Красноярск (2001, 2007), «Урал» (2002—2003), «Металлург-Кузбасс» Новокузнецк (2004), «Спартак» Челябинск/НН (2005, 2006), «Лада» Тольятти (2006), «Арсенал-Тула» (2008, ЛФЛ).
До 2011 года играл за «Горняк» Качканар на любительском уровне.

## Достижения
- Победитель первой лиги: 2000
- Лучший игрок «Спартака» Челябинск по мнению болельщиков и газеты «Челябинск спортивный»: 2005[2]